# Герб Таращанського району
Герб Таращанського району — офіційний символ Таращанського району, затверджений 20 листопада 2009 р. рішенням №524-32-V сесії районної ради.

## Опис
Щит перетятий синім і срібним. У першій частині срібна фігура Архангела Михаїла, який тримає в правій руці меч, а в лівій щит. У другій частині на золотій землі стоїть чорний обернутий вліво орел, із золотими дзьобом і лапами і розпростертими крилами. Щит увінчаний золотою короною.